# Forsítia
Forsítia (Forsythia) és un gènere de plantes amb flors dins la família de l'olivera, Oleaceae. N'hi ha unes 11 espècies, la majoria natives d'Àsia oriental però amb una espècie nativa de la part sud-oriental d'Europa. Aquest gènere rep el nom de William Forsyth.
Noms comuns: Arbust de Sant Josep, perquè floreix a finals d'hivern o principis de Primavera, als volts de Sant Josep, el 19 de març. Campanes xines o fins i tot campanes dorades.

## Morfologia

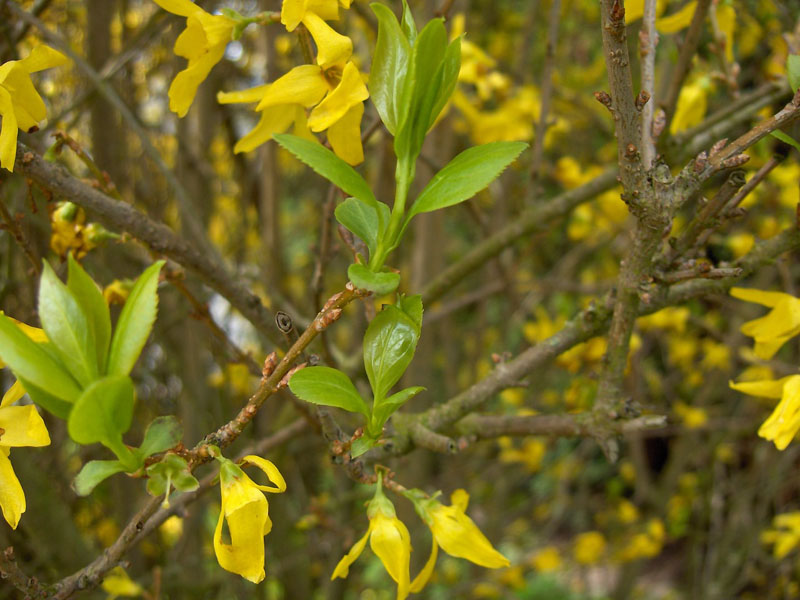
Forsythia × intermedia

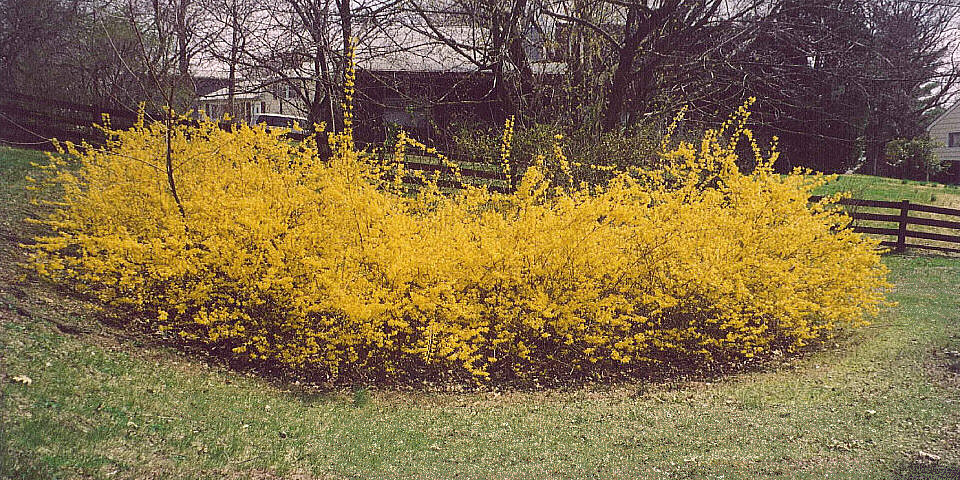
Una gran forsítia de 50 anys

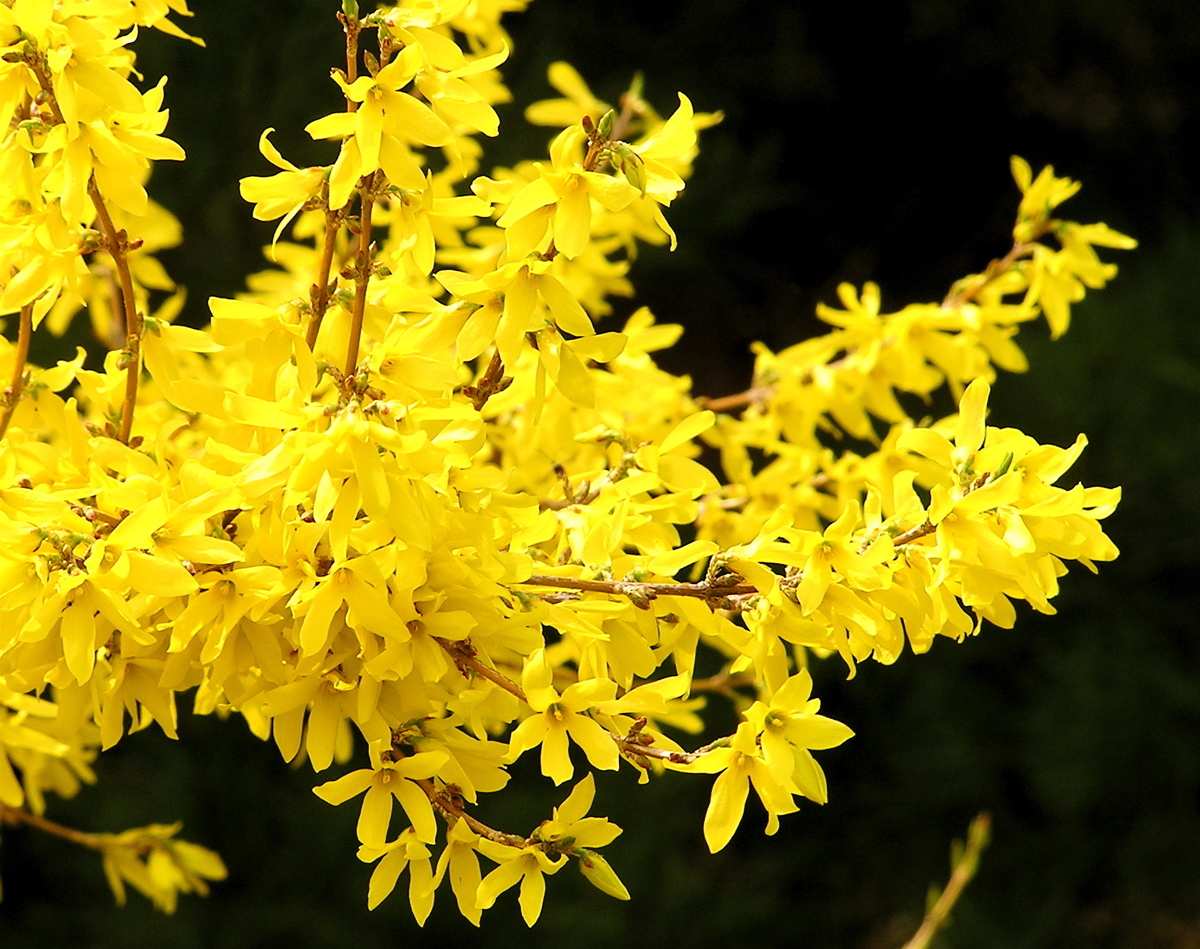
Flor de Forsythia

Són arbusts caducifolis que típicament fan d'1 a 3 m d'alt i excepcionalment 6 m. Tenen l'escorça marró grisenca. Les fulles són oposades, normalment simples però de vegades trifoliades. Floreix a principi de primavera abans que surtin les fulles. Es creu que les flors de les forsíties produeixen lactosa (el sucre de la llet) però aquesta producció de lactosa podria no estar confirmada científicament. El fruit és en càpsula seca amb moltes llavors alades.
Les fulles tenen forma oblonga una mica lanceolada, lleugerament dentada, oposades i d'un color verd, viu i brillant. Posseeix un aspecte arbustiu esvelt que sol assolir els dos metres d'alçada. Les seves flors apareixen a les branques abans que les pròpies fulles, a manera de petits grups, presentant unes corol·les amb quatre pètals i en forma d'estrelletes. La floració es produeix (en climes com el d'Espanya) entre finals d'hivern i principi de primavera. Quant al color distintiu de la Forsythia x intermèdia, és en tots els casos groc, que en funció de la varietat pot ser més o menys intens. Després de la seva fecundació forma un fruit en forma de càpsula punxeguda que s'obre en dues valves a la maduresa.

## Espècies de Forsythia
Hi ha una dotzena d'espècies classificades en aquest gènere:
- Forsythia europaea Degen & Bald. Balcans a Albània i Sèrbia.
- Forsythia giraldiana Lingelsh. Northwest Xina.
- Forsythia japonica Makino. Japó.
- Forsythia likiangensis Ching & Feng ex P.Y.Bai. Sud de la Xina.
- Forsythia mandschurica Uyeki. Nord-est de la Xina.
- Forsythia mira M.C.Chang. Centre de la Xina.
- Forsythia koreana (Nakai) T.B.Lee. Corea.
- Forsythia ovata Nakai. Corea.
- Forsythia suspensa (Thunb.) Vahl. Est i centre de la Xina.
- Forsythia togashii H.Hara. Japó (Shōdoshima).
- Forsythia viridissima Lindley. Est de la Xina.
- Forsythia × intermedia. Híbrid de jardineria entre F. suspensa i F. viridissima.

Un estudi genètic agrupa les espècies en tres clades: (1) F. suspensa; (2) F. europaea — F. giraldiana; (3) F. ovata — F. japonica — F. viridissima; i (4) F. koreana — F. mandschurica — F. saxatilis. F. koreana normalment se cita com una varietat de F. viridissima, i F. saxatilis com a varietat de F. japonica;.

## Malalties
Taques a les fulles. Fulles amb taques de color marró-grisenc o negroses amb punts negres produïdes per fongs dels gèneres Alternaria o per Phyllocticta. L'atac d'aquests fongs es pot prevenir utilitzant coure o dictiocarbonat (Zineb, maneb, mancozeb).

## En jardineria

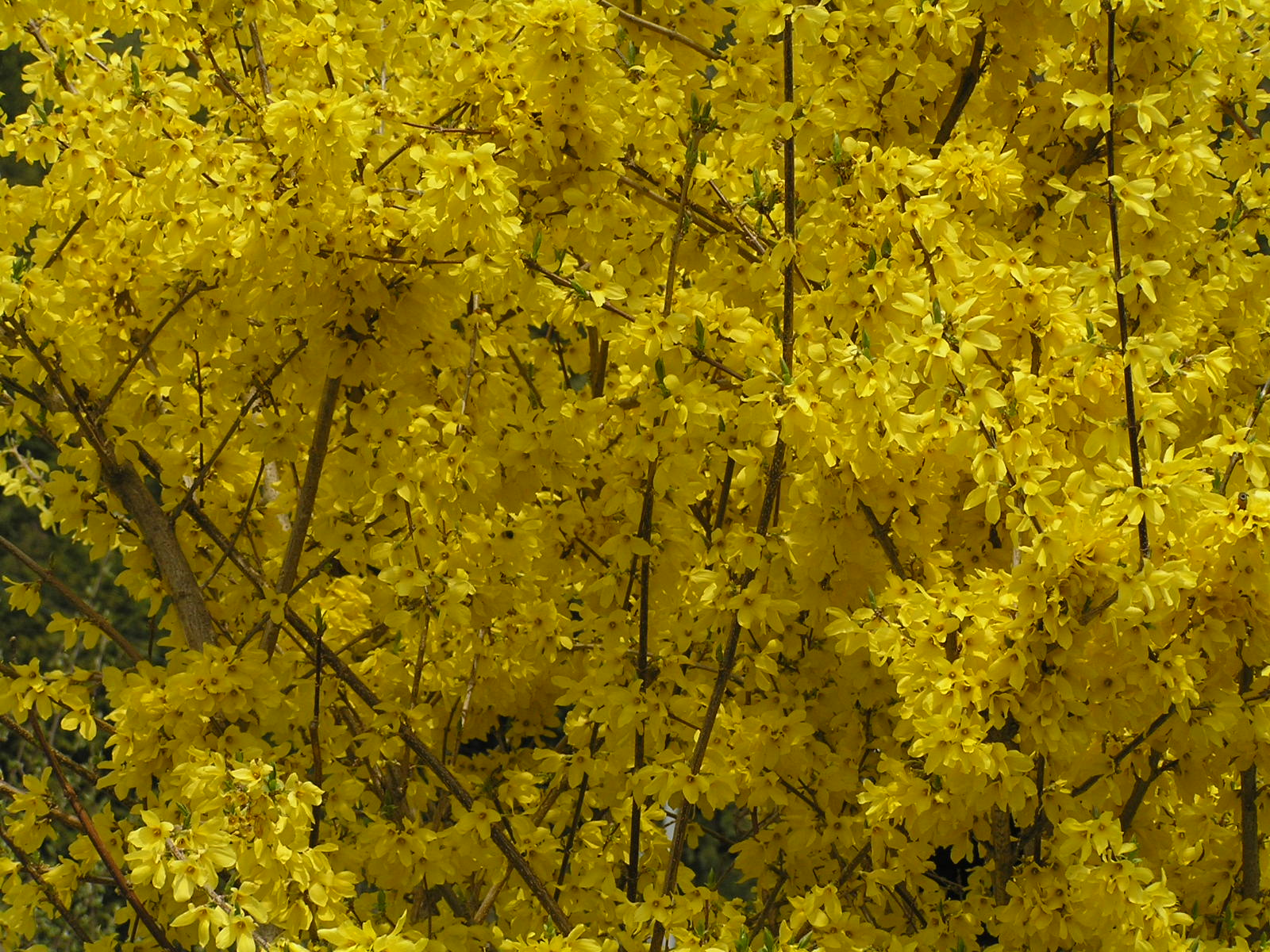
Forsythia ben florida

Dues espècies de forsítia i els seus híbrids són la base de les formes seleccionades en jardineria: Forsythia suspensa i F. vridissima. Van ser les primeres espècies portades als jardins d'Occident.
Abans de la plantació, hem de triar el lloc adequat del jardí. Per això hem de tenir en compte que requereix estar plantada a ple sol o com a mínim a semi ombra. Com més llum millor serà la floració. Donat el seu desenvolupament a partir del segon any, si estarà com a planta exemplar en solitari hem de preveure prou espai perquè no dificulti el pas al seu voltant o competeixi en espai amb altres plantes.
Un cop plantada i arrelada requereix aigua en abundància durant l'època estival i una temperatura que oscil·li entre els 18 i els 25 °C. Els abonats es faran des dels mesos d'abril a agost amb un fertilitzant ben equilibrat per ajudar al desenvolupament vegetatiu característic d'aquesta època de l'any. Cap a la tardor… a partir de setembre, l'abonat ha d'incorporar més fòsfor i potassi per endurir la planta i que aquesta entri a l'hivern tan fort com sigui possible.
Forsythia suspensa, la primera espècie de forsítia coneguda a occident, trobada a jardins japonesos pel botànic Carl Peter Thunberg, i que primer va arribar a Holanda cap a 1833.
Forsythia viridissma, va ser descoberta per Robert Fortune en un jardí de la Xina a la ciutat de Xusan (Zhoushan).
Forsythia × intermedia, és un híbrid entre F. suspensa i F. viridissima, introduïda a l'Europa continental cap a 1880. També és l'origen de la vistosa forma spectabilis com a F. × intermedia var.  'Lynwood' .
Cap a l'època de la Primera Guerra Mundial van arribar de la Xina: F. giraldian (trobada a Gansu, 1910) i F. ovata (de Corea) progenitores de creuaments fets a Amèrica.

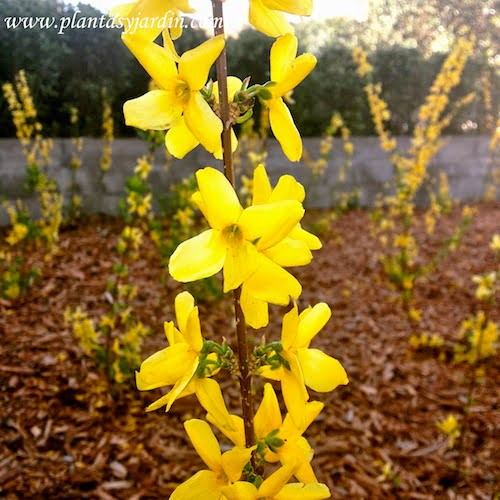
Forístia a principis de primavera

## Cultiu i usos
S'han produït híbrids a través del cultiu, Forsythia × intermedia (F. suspensa × F. viridissima) i Forsythia × variabilis (F. ovata × F. suspensa). Forsythia intermedia és un híbrid entre F. suspensa i F. viridissima. S'han seleccionat molts cultius d'aquest creuament amb formes nanes i compactes.
Les forsíties són plantes ornamentals populars en jardins i parcs. En jardineria es cultiven sobretot Forsythia × intermedia i Forsythia suspensa. Les dues tenen les flors grogues. La més comuna és Forsythia × intermedia.
Comercialment es multipliquen per esqueixos trets de la fusta verda després de la florida a finals de primavera i principi d'estiu. També es poden fer esqueixos de novembre a febrer.
La Forsythia x intermèdia prefereix una exposició de ple sol però també creix en semiombra a més de resistir bé les gelades.
Creixen en qualsevol tipus de sòl però prefereixen una terra normal de jardí ben drenada amb sorra gruixuda i que contingui matèria orgànica. La plantació es fa a la tardor. S'adoba la terra amb compost a l'hivern i amb fertilitzant mineral a l'estiu, cada 20 dies
Forsythia suspensa es considera una de les 50 plantes medicinals fonamentals dins l'herbologia xinesa. Pals trets de la forsítia s'usen en l'instrument musical coreà anomenat ajaeng.
Les campanes xines se solen utilitzar com a planta aïllada en grups en mig de gespa, juntamen a un camí o una escala i s'aconsella evitar les podes dràstiques per no comprometre la floració.
Un aspecte que cal tenir molt en compte és el moment de la poda de la Forsythia x intermèdia. Aquesta planta comença el seu desenvolupament amb la seva espectacular floració a finals d'hivern o principi de primavera i per això no l'hem de podar durant l'hivern, com passa amb moltes altres plantes, ja que amb ella eliminaríem totes les seves flors. Recordem que durant el repòs hivernal, als rovells assentats sobre les branques es desenvolupen els botons florals. Per tant, és precisament després de la floració, quan podem començar a podar l'arbust, eliminant les branques més velles i les flors pansides.

## Química
La primera proteïna dirigent es va descobrir en aquesta planta. S'ha trobat que aquesta proteïna dirigeix la biosíntesi estereoselectiva de (+)-pinoresinol a partir de monòmers d'alcohol coniferílic.